# وحدات المظلات (مصر)
قوات المظلات المصرية هي أحد وحدات القوات الخاصة بالقوات المسلحة المصرية. وهى مختصة بتأمين نقل الأفراد والمعدات خلف خطوط العدو وكذلك الإبرارات الجوية للعمليات والإغارات على منشآته ومعسكراته. تعقد الوحدات تدريباتها في مدرسة المظلات في أنشاص.

## التاريخ
يعود تاريخ تأسيس قوات المظلات المصرية إلى 1951 حين أرسلت مصر أربع ضباط مصريين للحصول على فرقة القفز وفرقة قادة القفز وفرقة التطبيق في بريطانيا، ليعودوا إلى مصر بنهاية نفس العام حاصلين على الفرق ويستطيعوا تنفيذ أول قفزة في سماء مصر في 10 يونيو 1952 وهو اليوم الذي اتخذته وحدات المظلات عيداً لها، وهؤلاء الضباط هم الملازم أول/ محمد عاطف عبد الغفار، ملازم أول/ صبحي محمد الملاح، ملازم أول/ محمد جمال سليمان، ملازم/ عبد القوي عزت محجوب. بدأت بعد ذلك فكرة إنشاء مدرسة المظلات في 1951 لتوفير مكان لمنح فرق القفز لجميع وحدات القوات المسلحة.
وبعد ذلك بدأ العديد من الضباط في الحصول على فرقة القفز من المملكة المتحدة وكان سعد الشاذلي من بين ممن حصلوا على دورة الرينجرز في الولايات المتحدة والذي أُرسل في 1953 وأنهى الدورة في 1954 وأسس مدرسة المظليين في نفس العام حيث دخل المدرسة العديد من المتطوعين وهؤلاء تدربوا على يد الضباط الذين حصلوا على فرق القفز. ومع تزايد منح فرق القفز بدأ التفكير في تكوين وحدة قتالية فتأسست الكتيبة 75 مظلات في 1955، لتصبح نواة اللواء 25 مظلات الذي تكون لاحقاً وتغير اسمه فيما بعد إلى اللواء 170 مظلات. تولى سعد الشاذلي قيادة كتيبة المظليين الأولى في مصر في الفترة من 1955 إلى 1959.

### بعثة الكونغو
أُرسلت كتيبة مظلات تابعة للجمهورية العربية المتحدة إلى الكونغو في 9 أغسطس 1960، كجزء من عملية الأمم المتحدة في الكونغو. يُذكر أن الكتيبة المعنية كانت الكتيبة 75 مظلات.[بحاجة لمصدر] تألفت الكتيبة من 350 مظلياً من مصر (أربع سرايا) و150 مظلياً من سوريا (سرية واحدة)، جميعهم يتحدثون الفرنسية أو الإنجليزية، تحت قيادة سعد الشاذلي، على الرغم من أن التقارير اللاحقة أشارت إلى أن قوة الكتيبة تبلغ 550 فردًا. أُعلن في البداية أن الوحدة ستذهب إلى كوكويلهاتفيل في الشمال، ولكن يبدو أنها أمضت قدراً كبيراً من الوقت في مطار ليوبولدفيل.
تشكل اللواء 25 مظلات في 1961، ليصبح أول لواء مظلات في مصر.

### الحرب الأهلية في شمال اليمن
أُرسلت الكتيبة 75 لدعم القوات الجمهورية اليمنية خلال الحرب الأهلية في شمال اليمن في أوائل الستينيات. كان هدف الكتيبة هو النزول في صعدة وتأمينها والتي كانت تعتبر بوابة العاصمة صنعاء التي أمكن الاستيلاء عليها. هبط المظليون هناك قبل ساعات قليلة من تقدم الملكيين. حيث بدأت معركة وحشية بين المظليين والقوات الملكية أدت في النهاية إلى نجاح كتيبة المظلات في هزيمة الملكيين وتأمين المنطقة.[بحاجة لمصدر]

### حرب أكتوبر

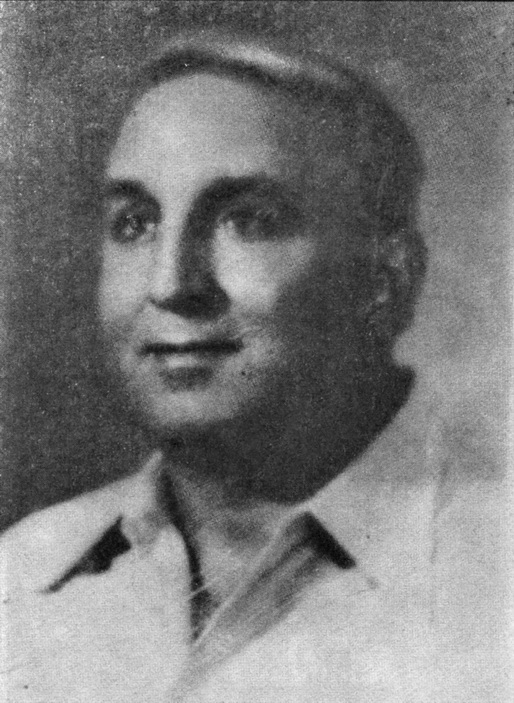
إسماعيل عزمي قائد المظلات في معركة الإسماعيلية

قاتل المظليون في حرب أكتوبر، دون إجراء أي إنزال جوي. ذكر الشاذلي أن الجيش كان لديه ثلاثة ألوية مظلية في ذلك الوقت. الأرقام المرتبطة عادة بألوية المظليين هي 150 و160 و182، ويستخدم الشاذلي اثنتين من هذه التسميات. ذكر تريفور ن. دوبوي أن اللواء 182 أُلحق على الجيش الثاني، بينما كان اللواءان 150 و160 في احتياطي القيادة العامة، ويقول الشاذلي أن اللواء 182 تقدم للأمام من الاحتياط في 17/18 أكتوبر 1973 أو حوالي ذلك. وكانت الإسماعيلية هي المكان المحتمل الذي قاتل فيه اللواء 182، وكان اللواء المتقدم من الاحتياط متسقاً مع اللواء 150.
تعرضت الإسماعيلية للتهديد بعد معركة المزرعة الصينية. كُلف اللواء 182 مظليين، الذي يضم الكتائب 81 و85 و89 (تتكون كل منها من ثلاث سرايا) تحت قيادة العقيد إسماعيل عزمي، بمسؤولية الدفاع عن المنطقة الواقعة جنوب الإسماعيلية ضد أي هجوم إسرائيلي. وصل عزمي إلى نفيشة مع الجزء الأكبر من كتيبته في منتصف ليل 17 أكتوبر، حيث أطلعه العميد عبد المنعم خليل، قائد الجيش الثاني على الوضع. وحدد خليل النقاط القوية في الضفة الغربية كأهداف يجب على المظليين تأمينها، حيث يمكن استخدام الأسوار لتقديم الدعم الناري للقوات المصرية على الضفة الشرقية. سيؤمن المظليون أيضاً سرابيوم والجسور الموجودة على قناة السويس.
تمكنت قوة المظليين والصاعقة المصرية المشتركة من تحقيق النصر في معركة الإسماعيلية، في وقت كان فيه الوضع العام لمصر في ساحة المعركة يتدهور، وكانت القيادة العامة في حالة من الارتباك. توقف تقدم شارون نحو الإسماعيلية، وظلت الخطوط اللوجستية للجيش الثاني آمنة. ووفقاً لدوبوي، ظل الإسرائيليون على بعد حوالي 10 كم جنوب الإسماعيلية، التي تدمر أغلبها حينذاك.

## حرب الخليج الثانية
وقع آخر عمل رئيسي للمظليين خلال حرب الخليج الثانية، مع إرسال اللواء 170 مظليين إلى الإمارات العربية المتحدة لحماية البلاد من الهجمات العراقية المحتملة.[بحاجة لمصدر]

## التدريب
تعقد الوحدات تدريباتها لفرقة القفز الأساسية في مدرسة المظلات ومدتها 8 أسابيع منها أسبوعين للياقة البدنية وأسبوعين للتدريب الأرضي وأسبوعين القفز من على البرجين الخشبي والمعدني وأسبوع القفز الفعلي ويتم الفرد المقاتل الفرقة بعد إنهائه 3 إلى 5 قفزات من الطائرة على ارتفاع 2000 قدم.
المرحلة الأولى:
- يتضمن التدريب الأرضي كيفية الوقوف على باب الطائرة، كيفية القفز الصحيح من الطائرة، طريقة لبس المظلة والتعامل معها بعد الفتح في الجو، كيفية التحكم في المظلة، طريقة الالتقاء الصحيح بالأرض، كيفية فصل المظلة بعد الوصول للأرض.

المرحلة الثانية:
- تتضمن التدريب على القفز من البرج الخشبي على ارتفاع 34 م تقريباً في أول محاكاة للقفز من الطائرة. ثم القفز من على البرج المعدني وارتفاعه 80 م تقريباً عن طريق ارتداء مظلة أساسية مفتوحة من البداية وهو على الأرض ويوجد بالبرج رافعة تقبض على المظلة وترفع القافز لأعلى البرج.

المرحلة الثالثة:
- يتضمن أسبوع القفز الفعلي تنفيذ 3 قفزات من طائرة النقل سي-130 هركليز.

إذا أتم القافز بنجاح المرحلة الثالثة يحصل على الفرقة ويعلق شارتها وهي عبارة عن مظلة أساسية لها جناحان، وفرقة القفز الأساسية إجبارية لطلبة الكليات العسكرية والملحقين بوحدات المظلات.

## أبرز رجال وحدات المظلات
- سعد الدين الشاذلي مؤسس مدرسة المظلات.
- إبراهيم الرفاعي قبل انتقاله للصاعقة.
- صلاح عبد السلام حواش قائد صائدو الدبابات.
- عبد المنعم خليل قائد وحدات المظلات في عام 1967.
- سيد زكريا خليل الجندي المعروف بأسد سيناء.
- إسماعيل عزمي قائد المظلات في معركة الإسماعيلية.
- محمد كامل حموده رئيس أركان حرب قوات المظلات في حرب أكتوبر 1973 .

## القادة
- لواء أركان حرب / محمد محمود عوض.[11]
- لواء أركان حرب / عاطف إبراهيم ماضي.[12]
- عميد أركان حرب / محرز عبد الوهاب.[13]
- لواء أركان حرب / محمود العيدروس.[14][15]
- لواء أركان حرب / مجدى أبو المجد.[16]
- عقيد أركان حرب / الحسيني فرحات.[17]
- لواء أركان حرب / محمد زكي.[18]
- لواء أركان حرب / عصمت مراد.[19]
- لواء أركان حرب / عبد الفتاح حرحور.[20]
- لواء أركان حرب / أحمد نصر.[21]
- لواء أركان حرب / محمد فليفل.[21]
- لواء أركان حرب / عبد المعين حسن.[22]
- لواء أركان حرب / سعد العباسي.[23]
- لواء أركان حرب / حسن الزيات.[24]
- عميد أركان حرب / محمود عبد الله.[25]
- لواء أركان حرب / عبد المنعم خليل (رقي إلى فريق).[26]
- لواء أركان حرب / سعد الدين الشاذلي «قائد القوات الخاصة (الصاعقة والمظلات)» (رقي إلى فريق).[27][28][29]

## المعدات
- أنظمة المظلات الروسية D-10.[30]
- سترة راتنيك «تضم السلاح والدرع وجهاز الاتصال والملاحة في مجموعة متكاملة».[31]

## معرض صور

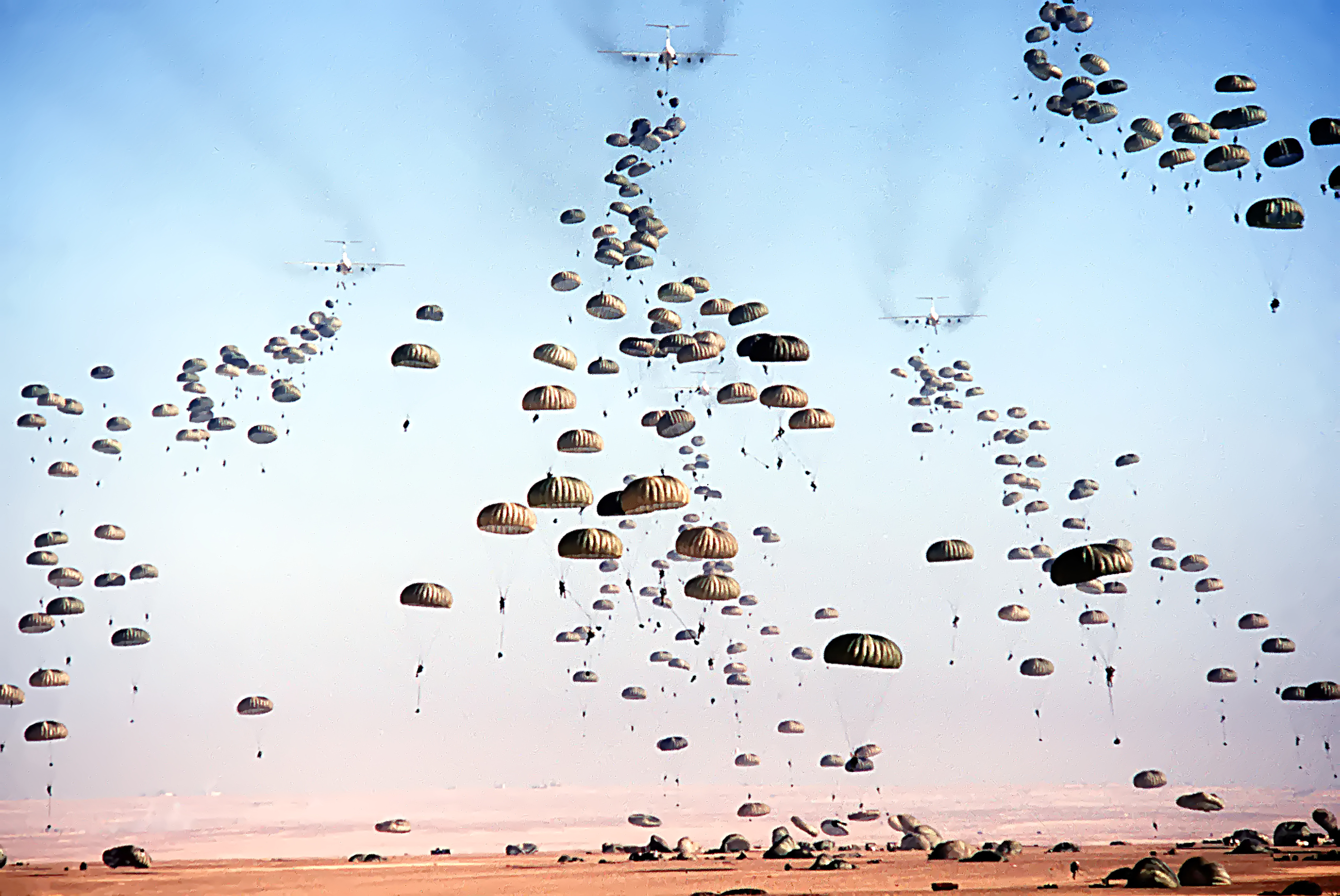
قوات المظلات في عام 1981
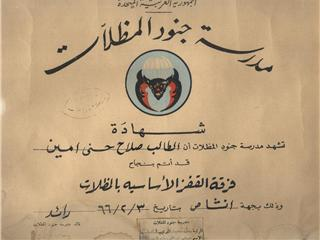
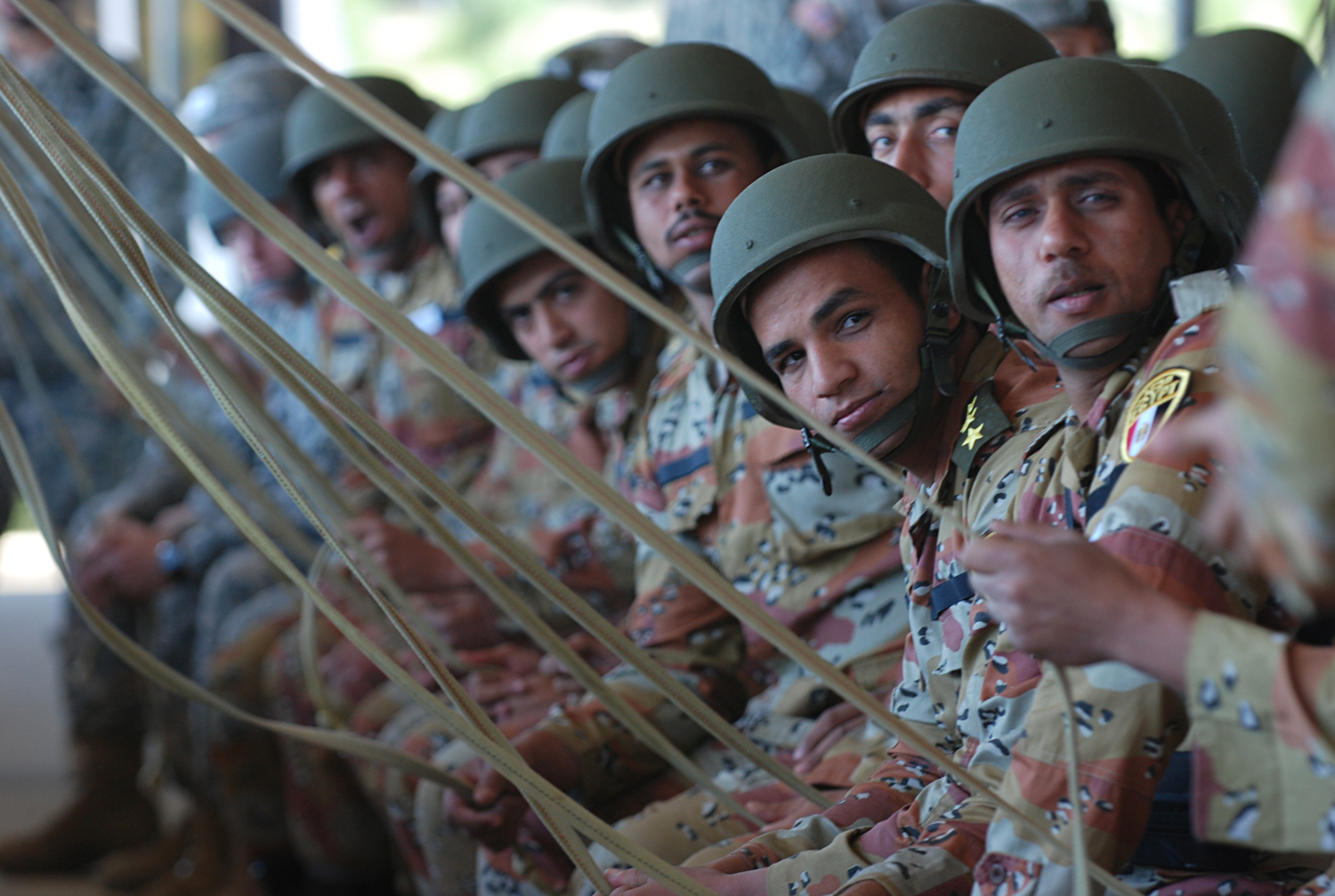
سلاح المظلات المصري
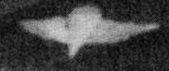
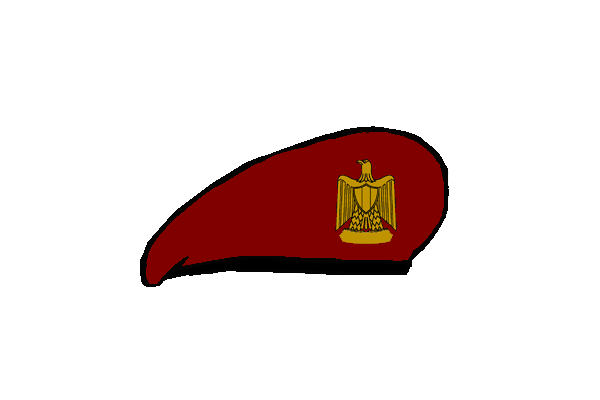
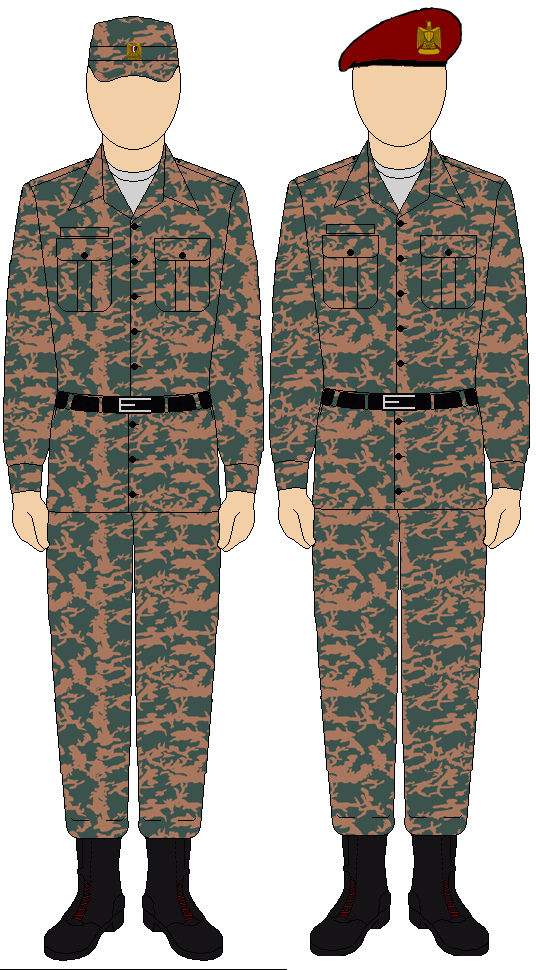
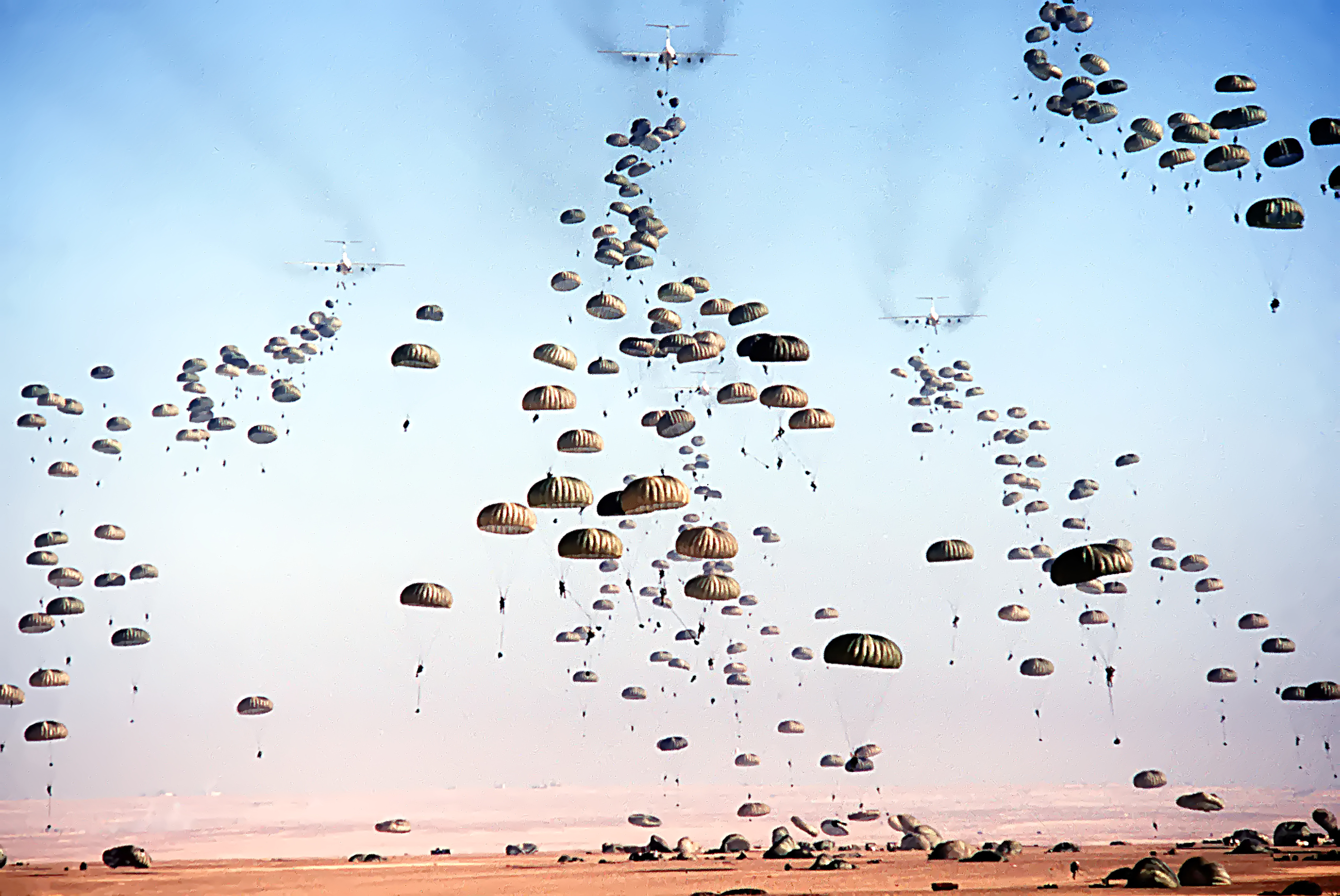
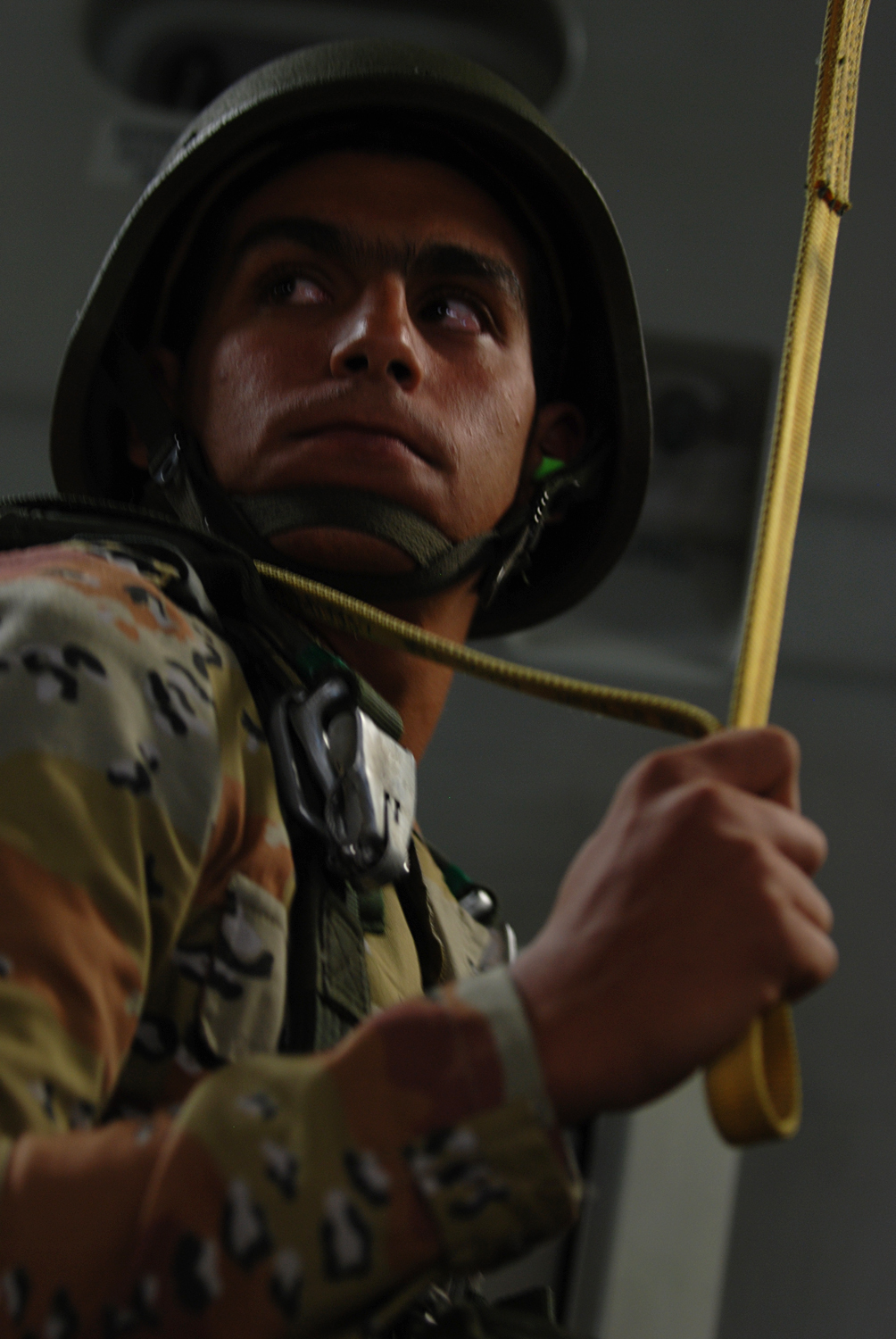
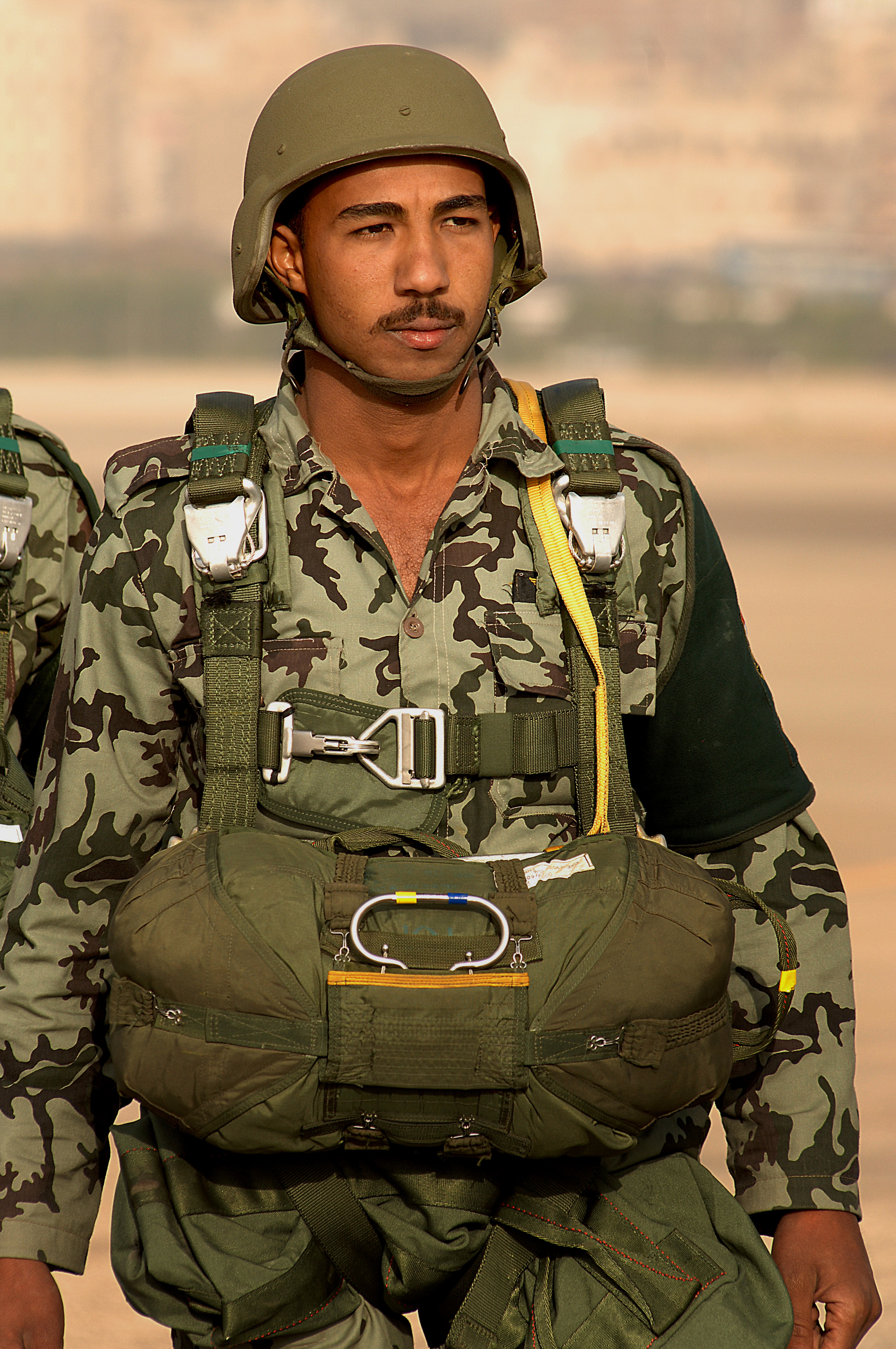
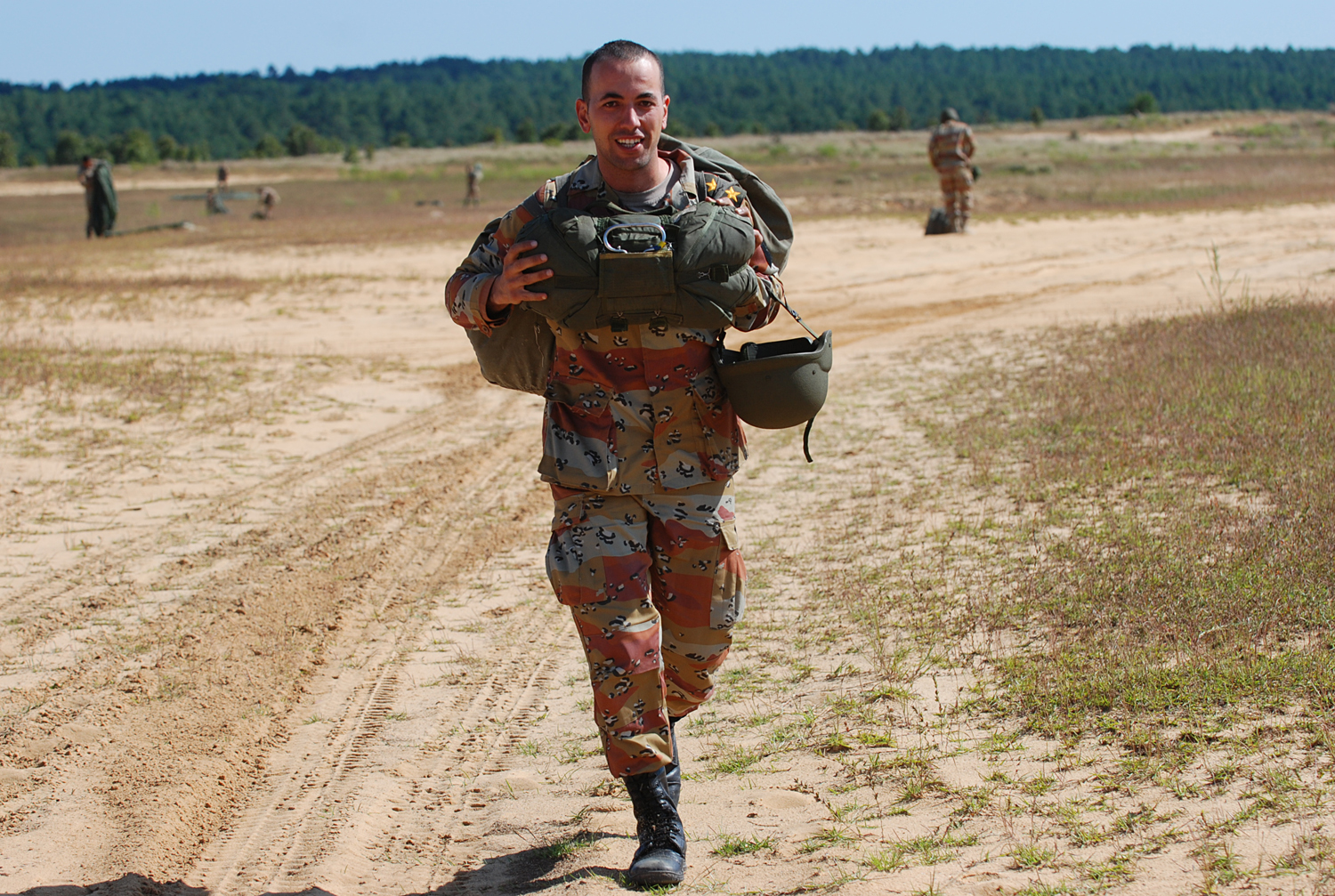
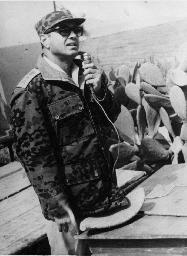
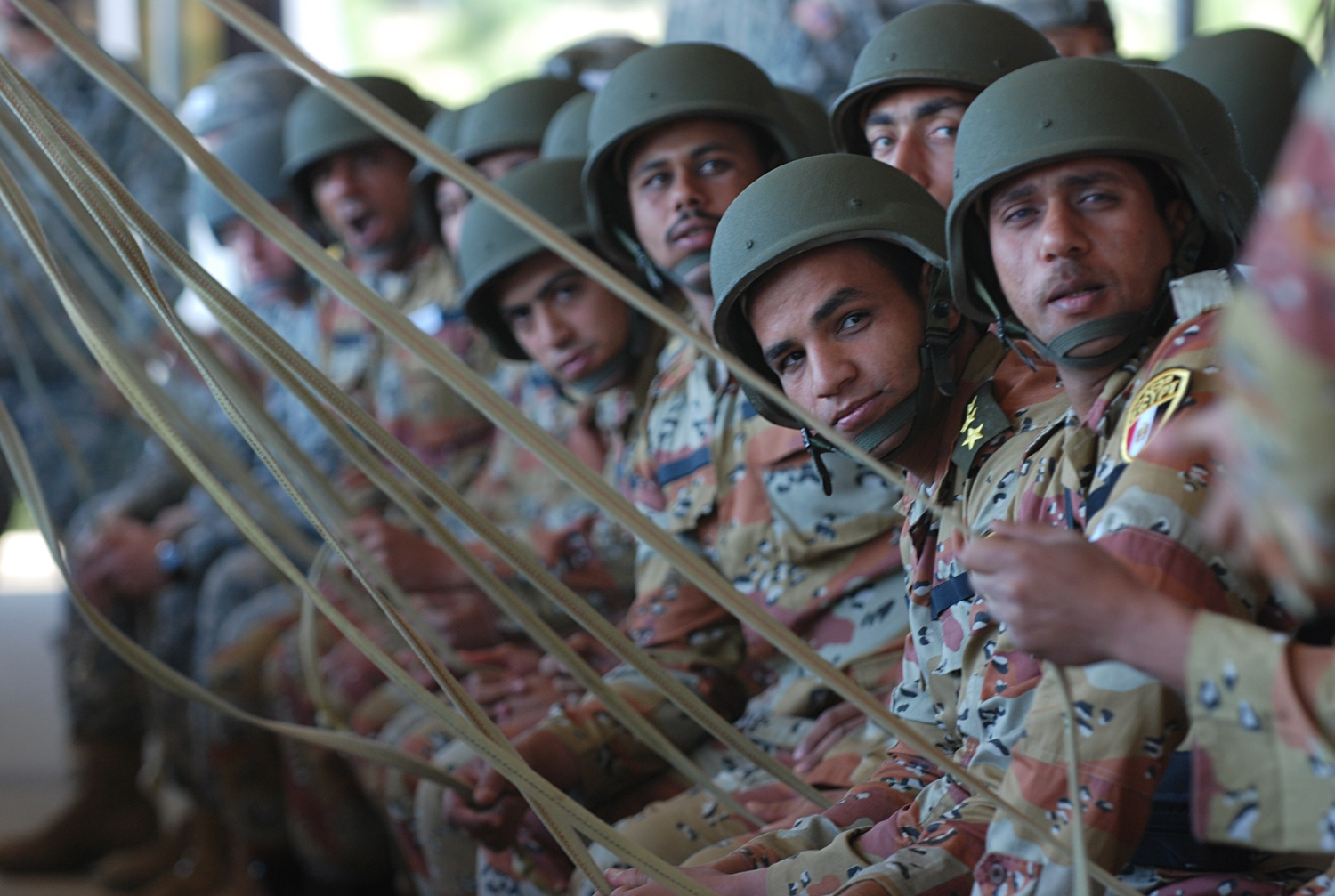
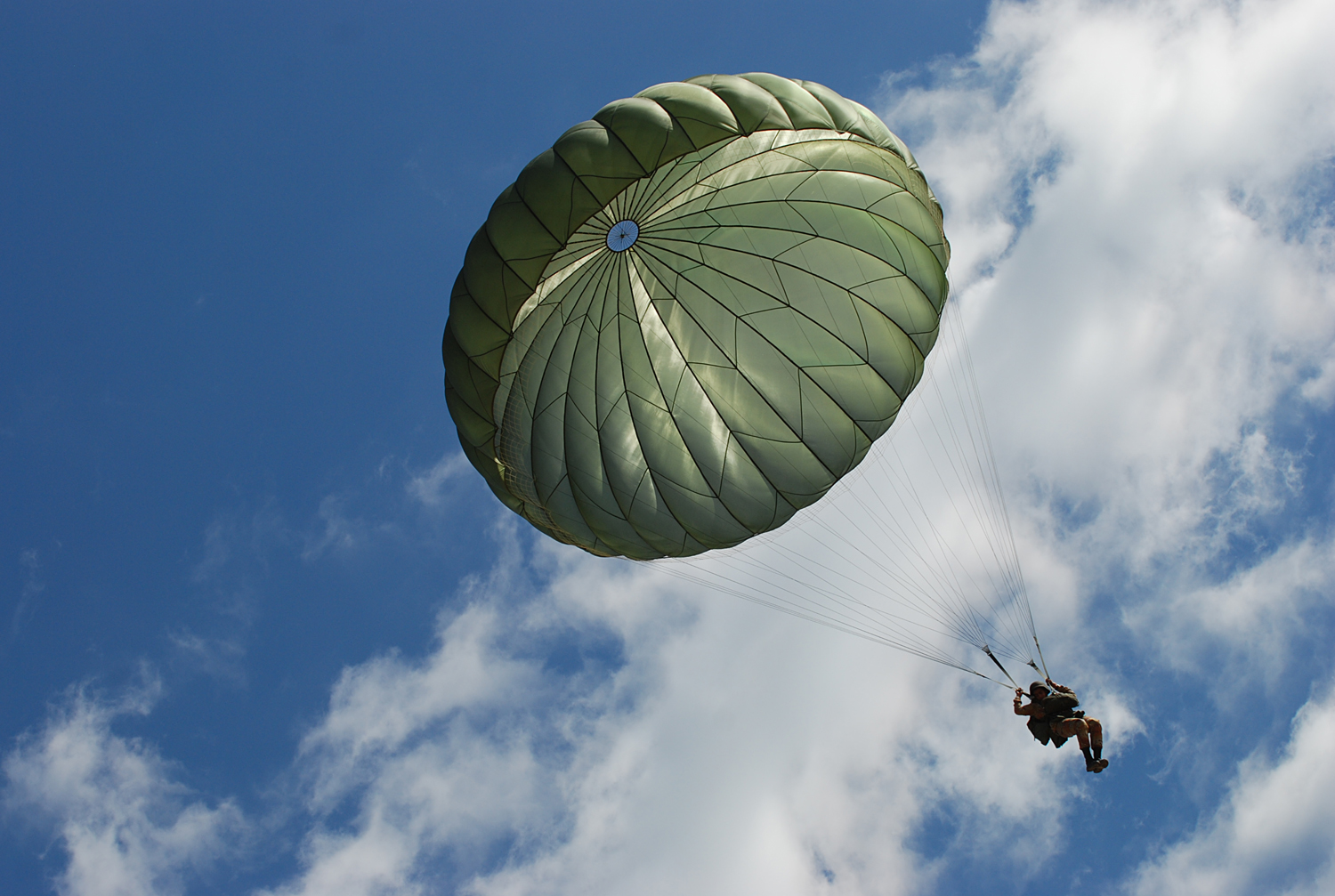
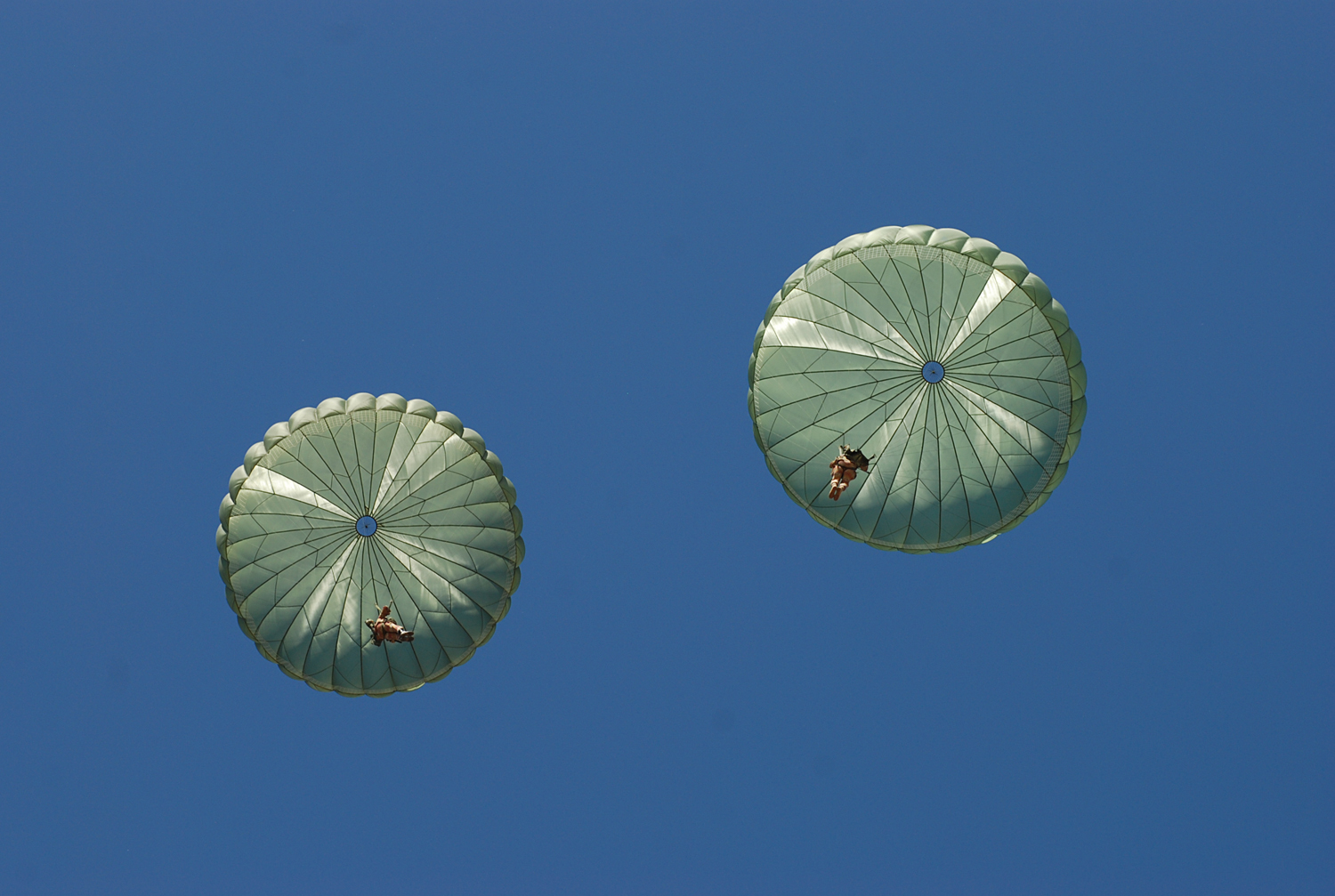
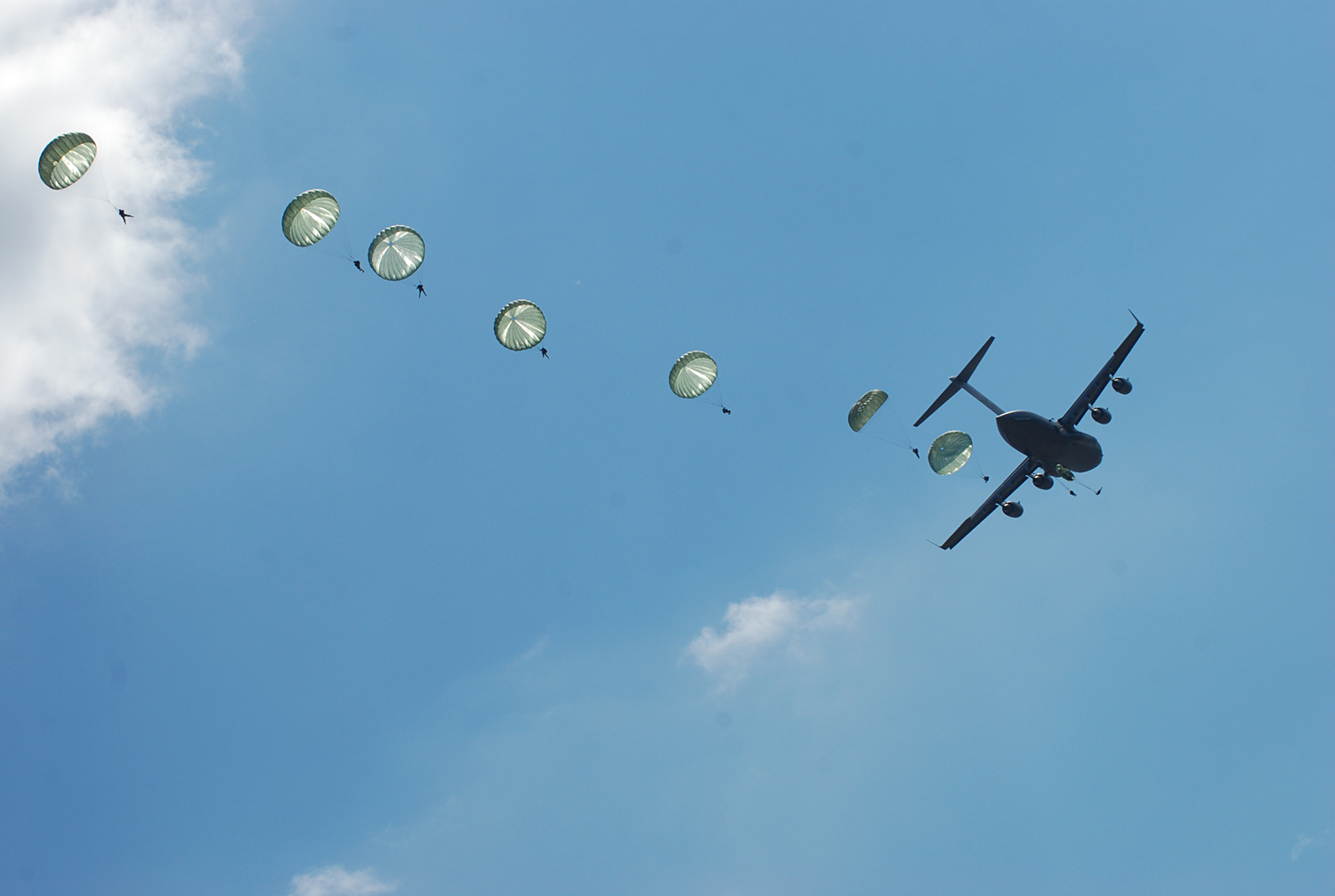
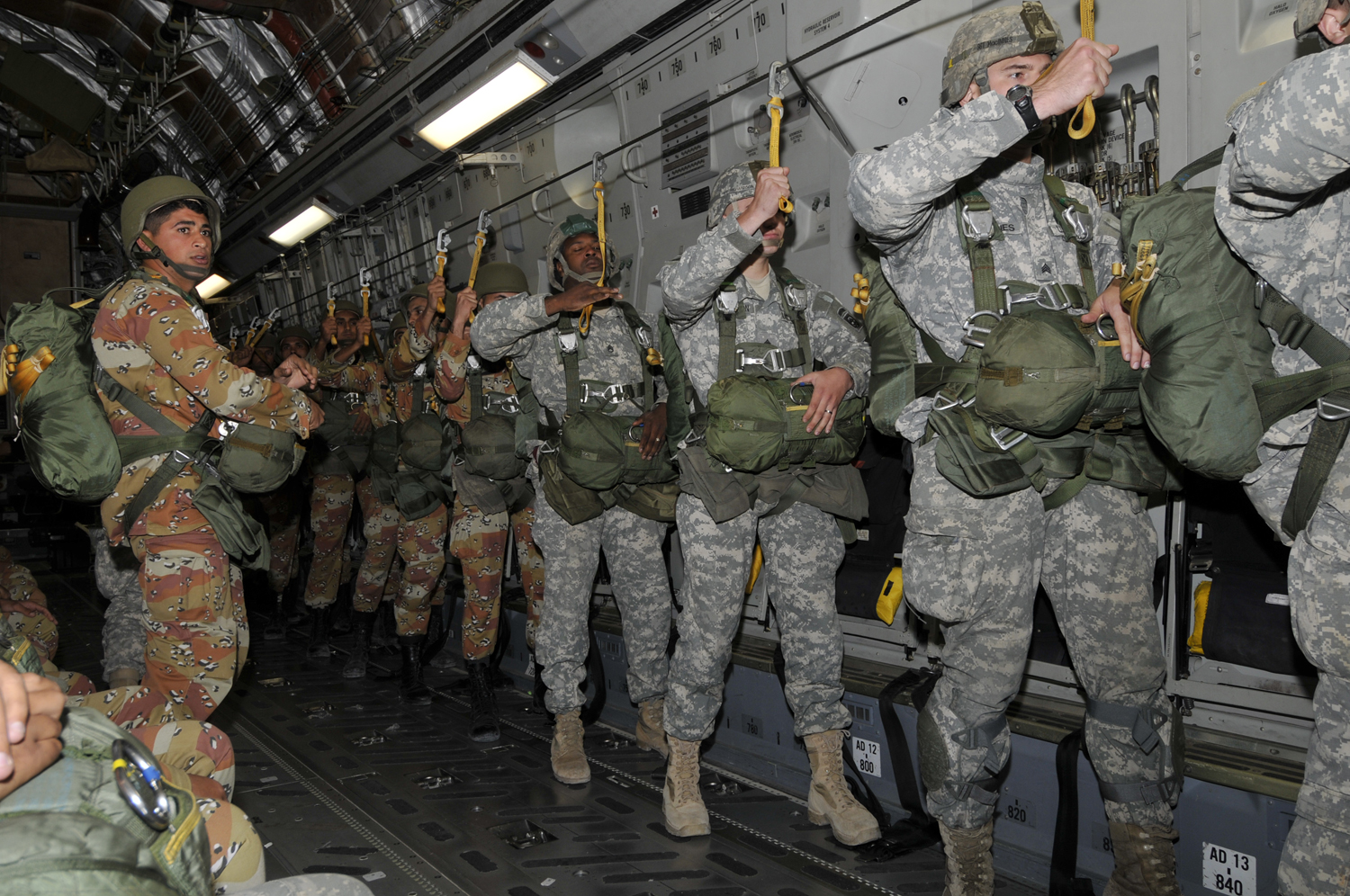
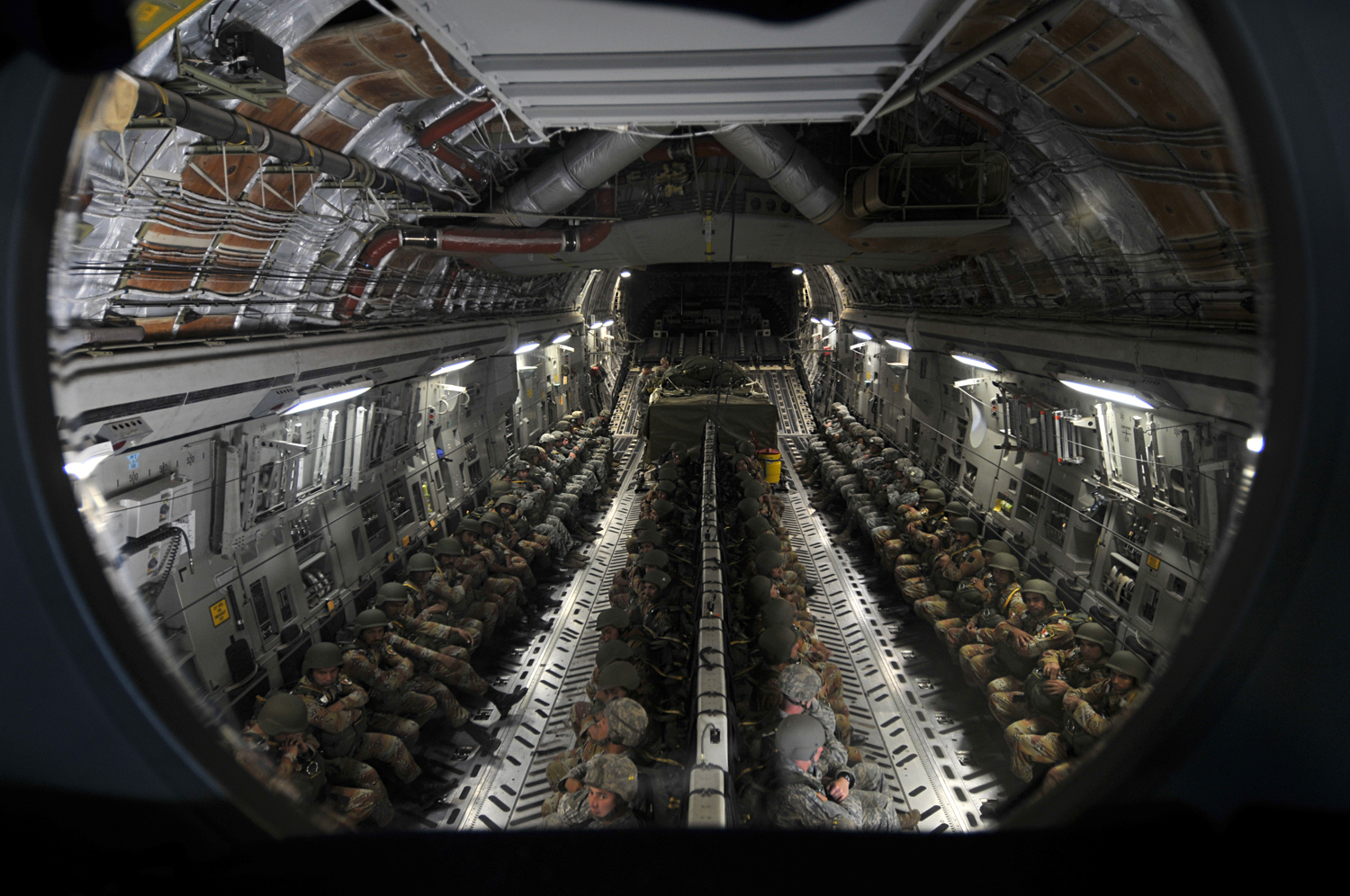
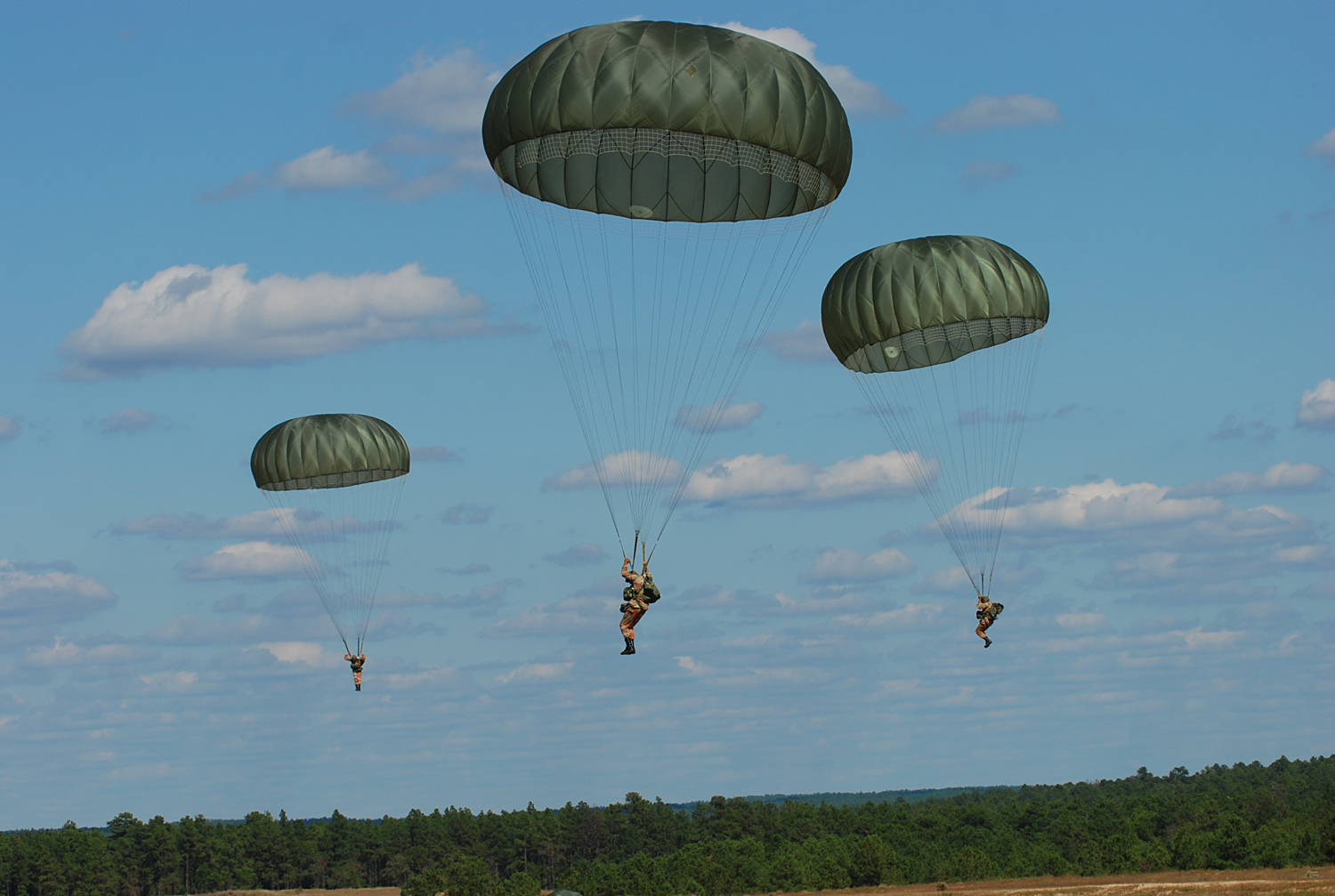
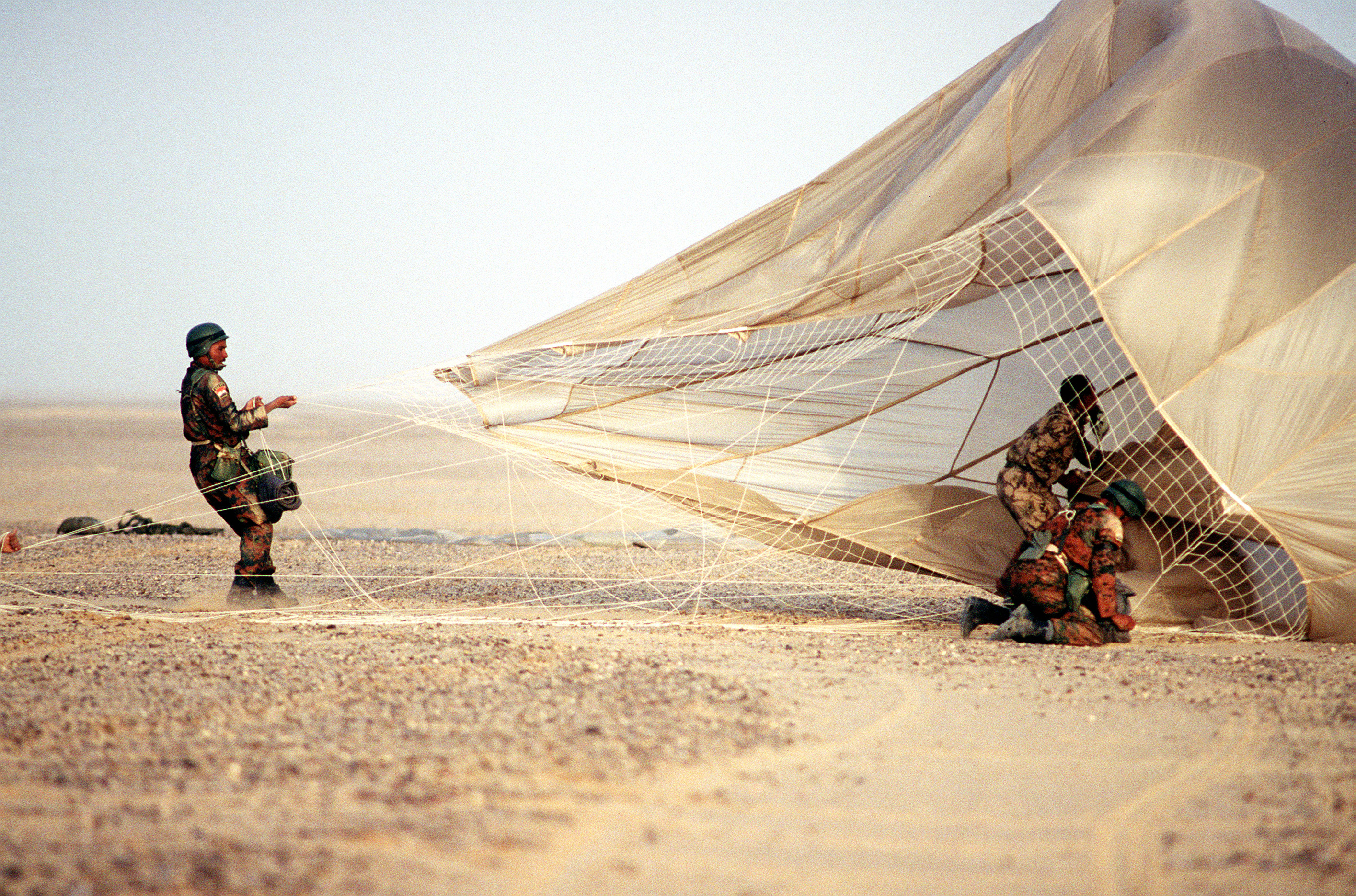
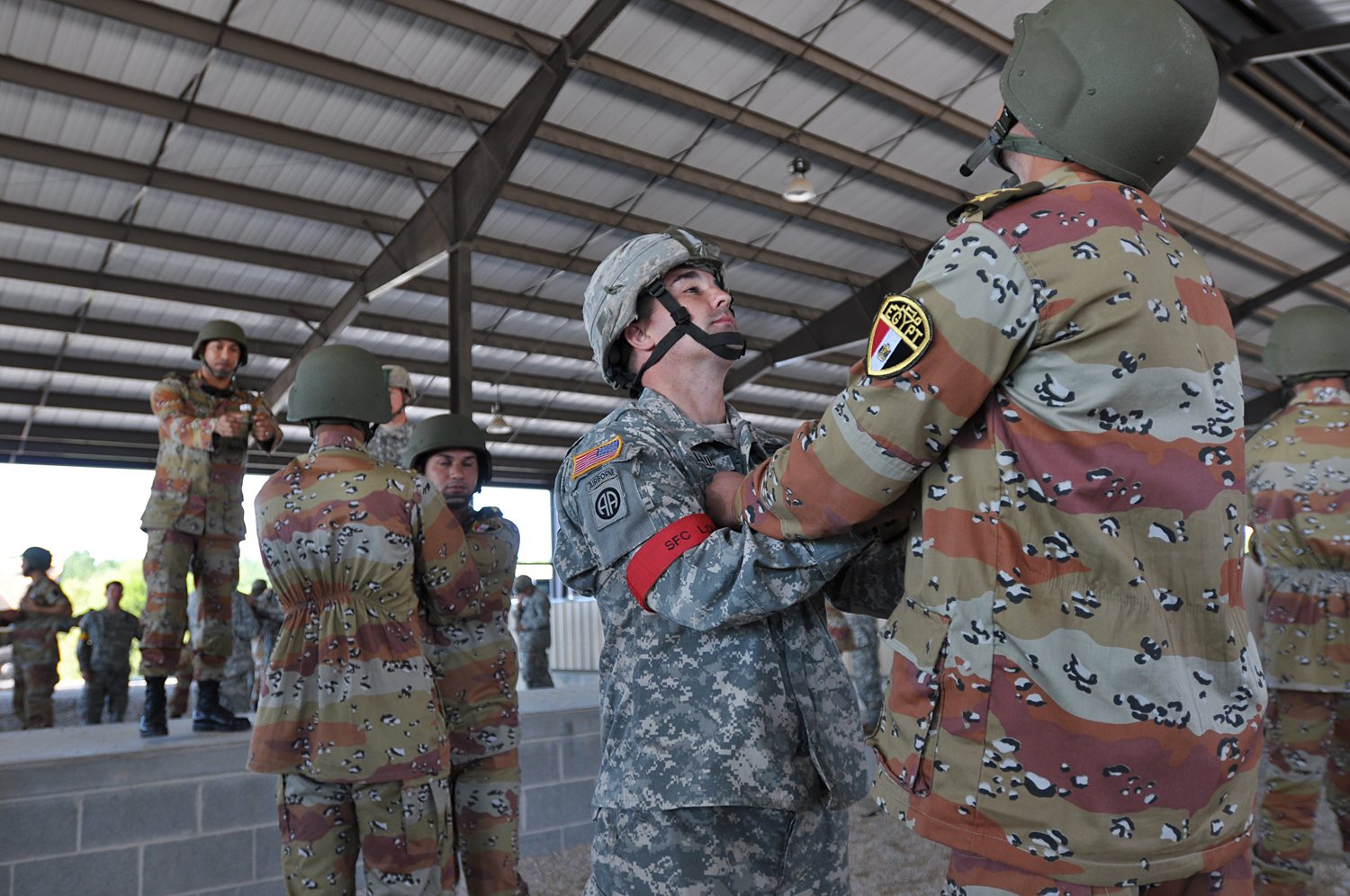
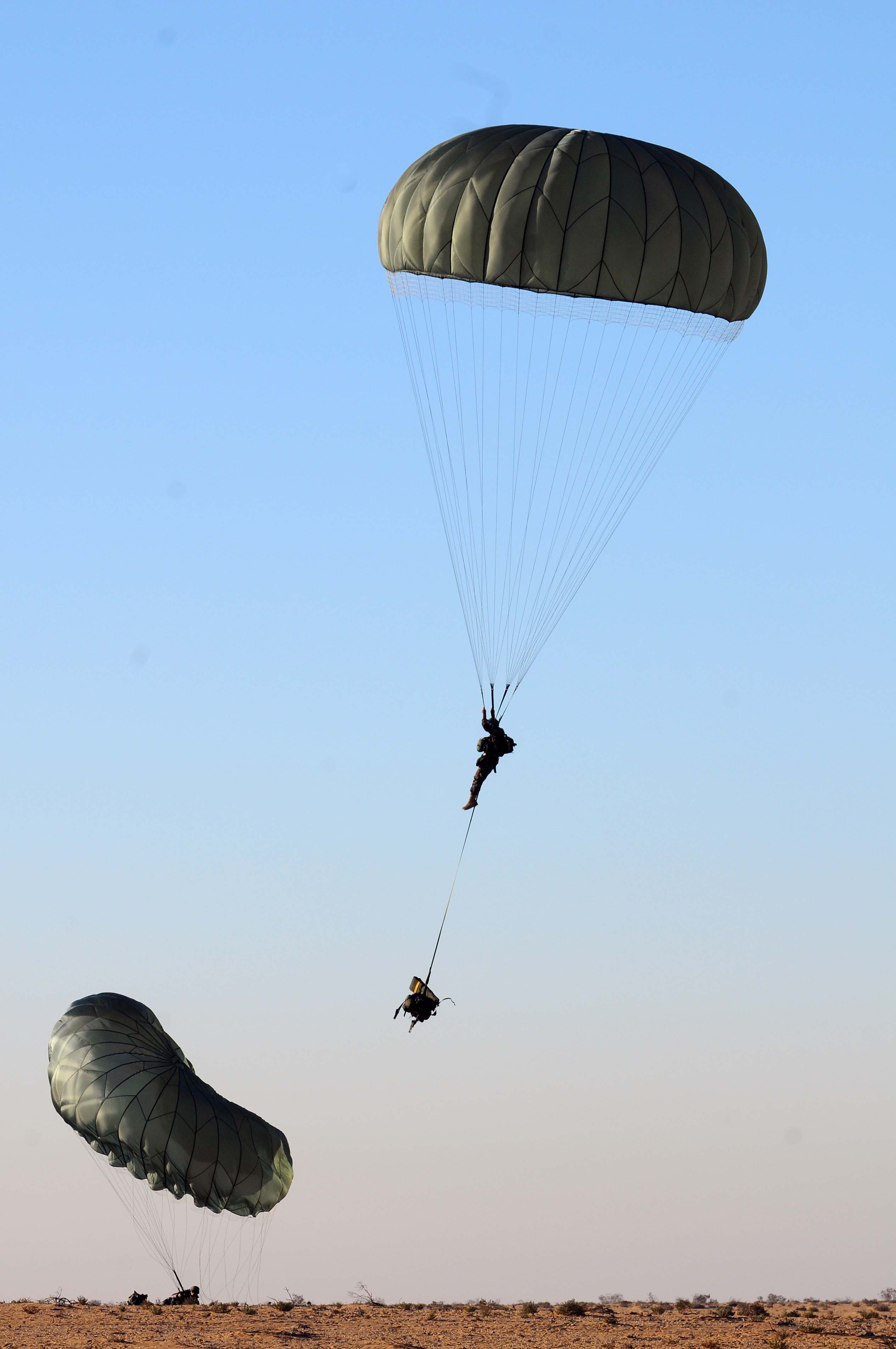
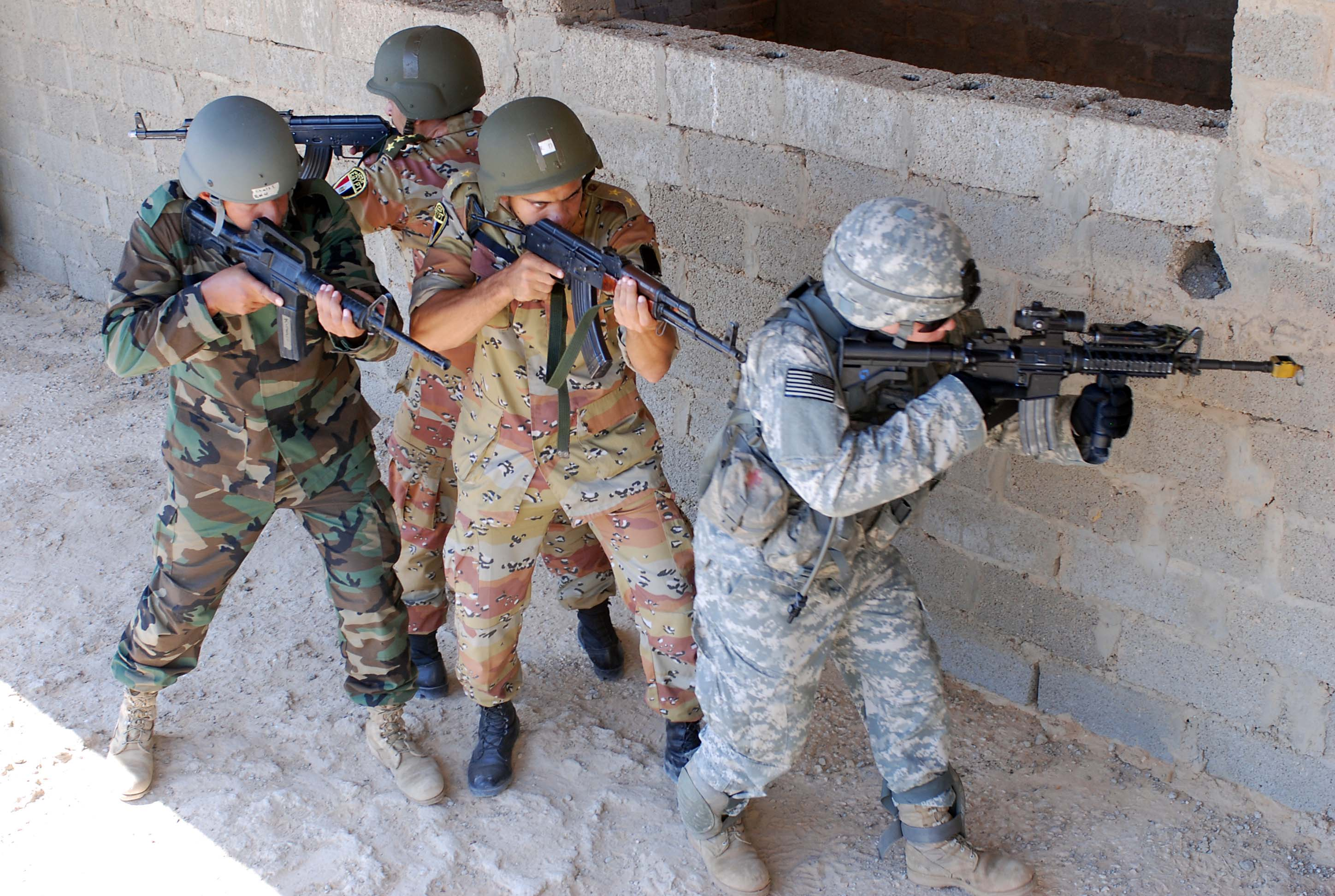
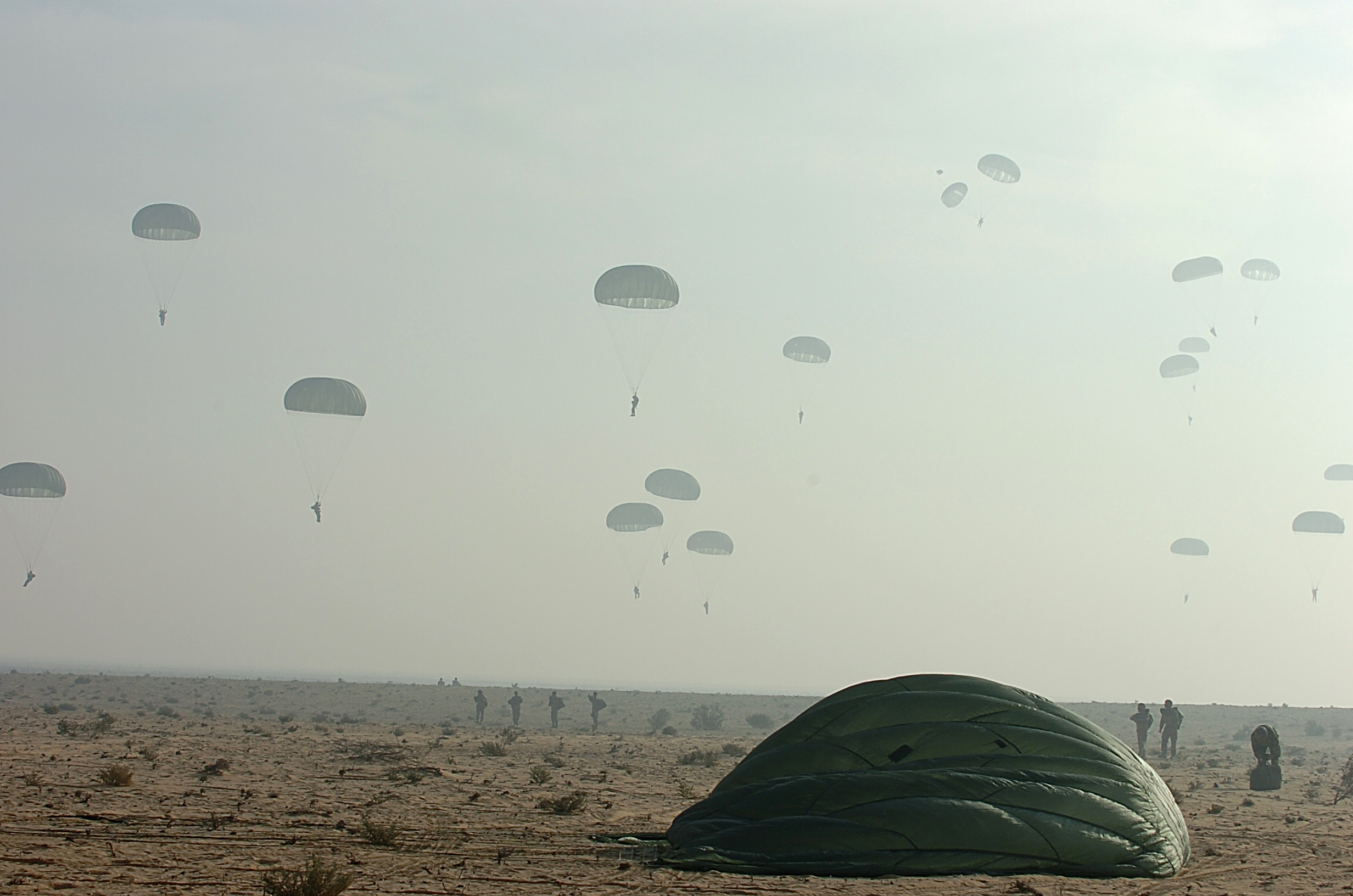